# Llano de Ucanca
El llano de Ucanca es la denominación de una cuenca endorreica situada en el centro de la isla de Tenerife, en el archipiélago atlántico de Canarias, España.

## Toponimia
El término Ucanca con el que se conoce a este lugar es de procedencia aborigen.

## Características
El llano, situado en el parque nacional del Teide, se encuentra a una altitud media de 2000 m sobre el nivel del mar. Cuenta con una rica flora autóctona y una interesante geología como los roques monolíticos, diferentes clases de lavas volcánicas, estratos, sedimentos, así como terrenos con particulares colores por la acción hidrotermal durante los siglos.
Debido a su elevada altura se pueden observar cambios climatológicos de un frío a un calor extremo en pocas horas. En verano (mayo a julio) apenas llueve, mientras que el resto del año lo hace con abundancia.

## Galería de imágenes

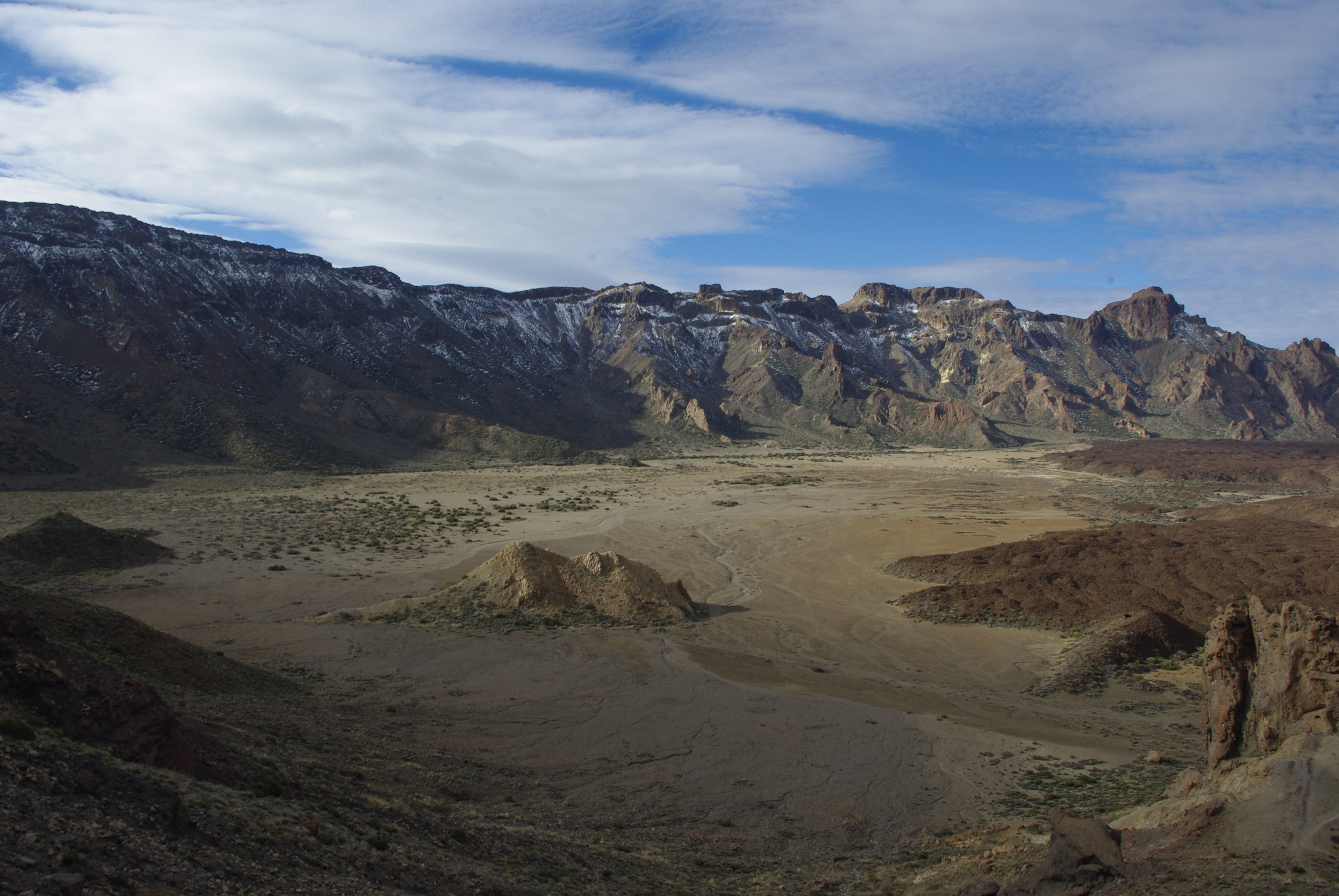
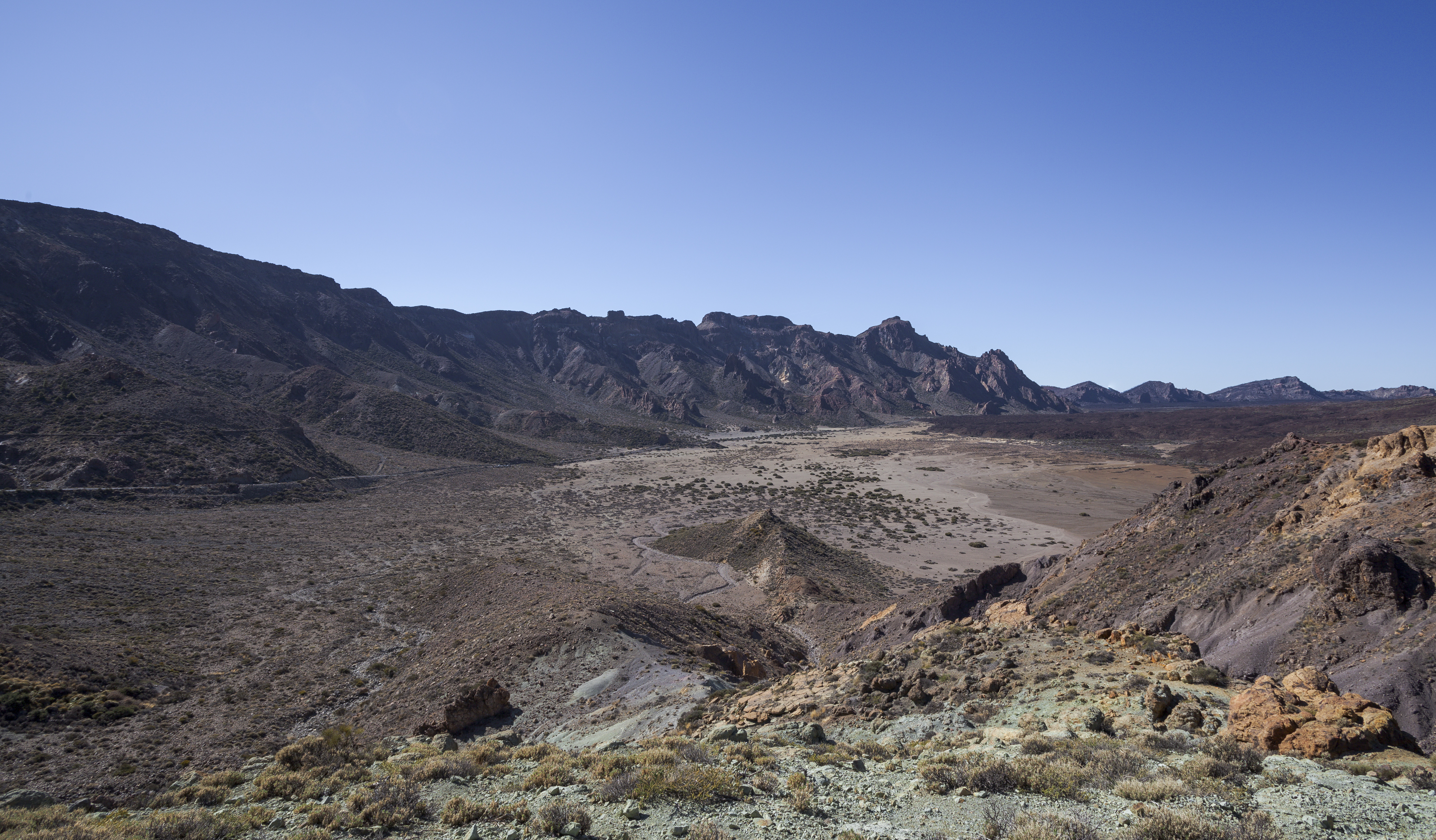
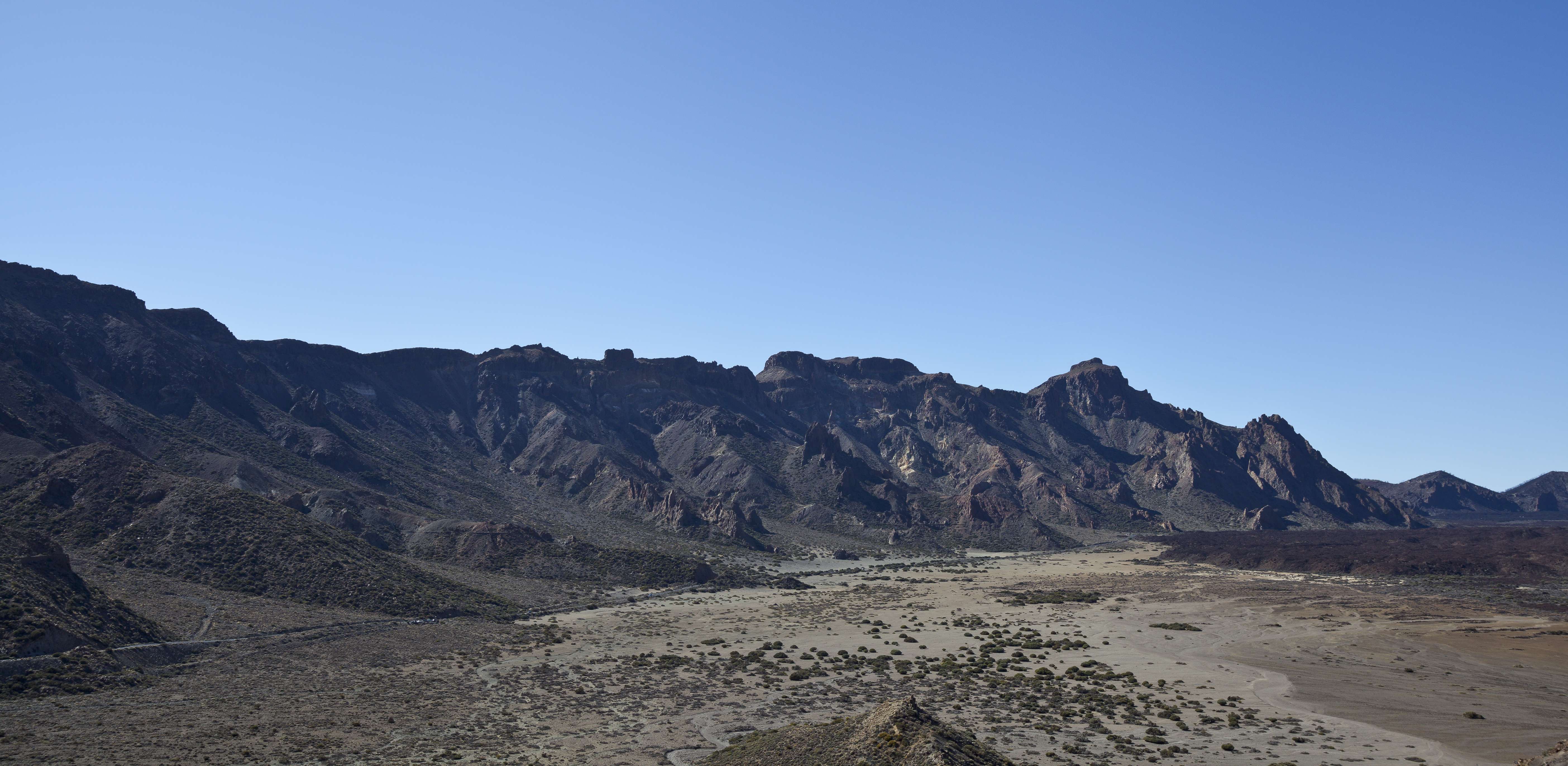